# Effectifs du championnat du monde féminin de basket-ball 2014
Cet article est un complément de Championnat du monde de basket-ball féminin 2014 .

### 

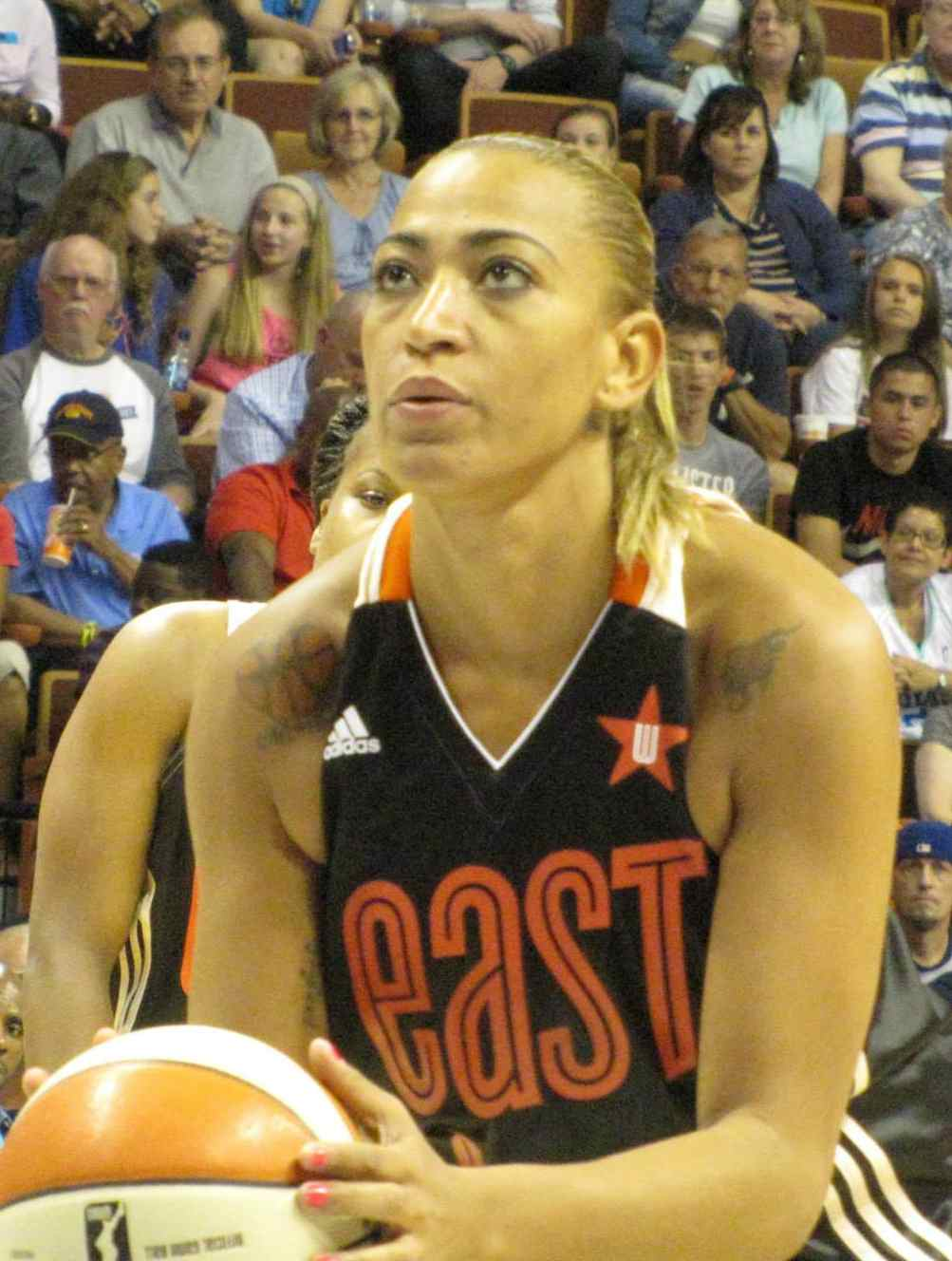
Érika de Souza.

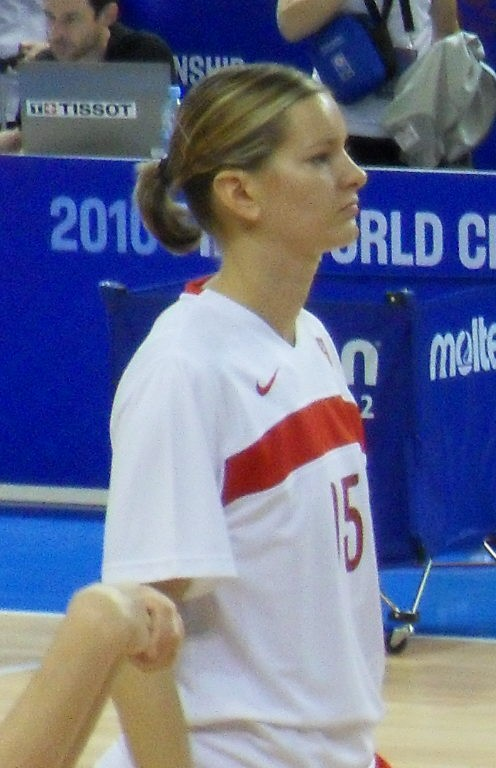
Eva Vítečková

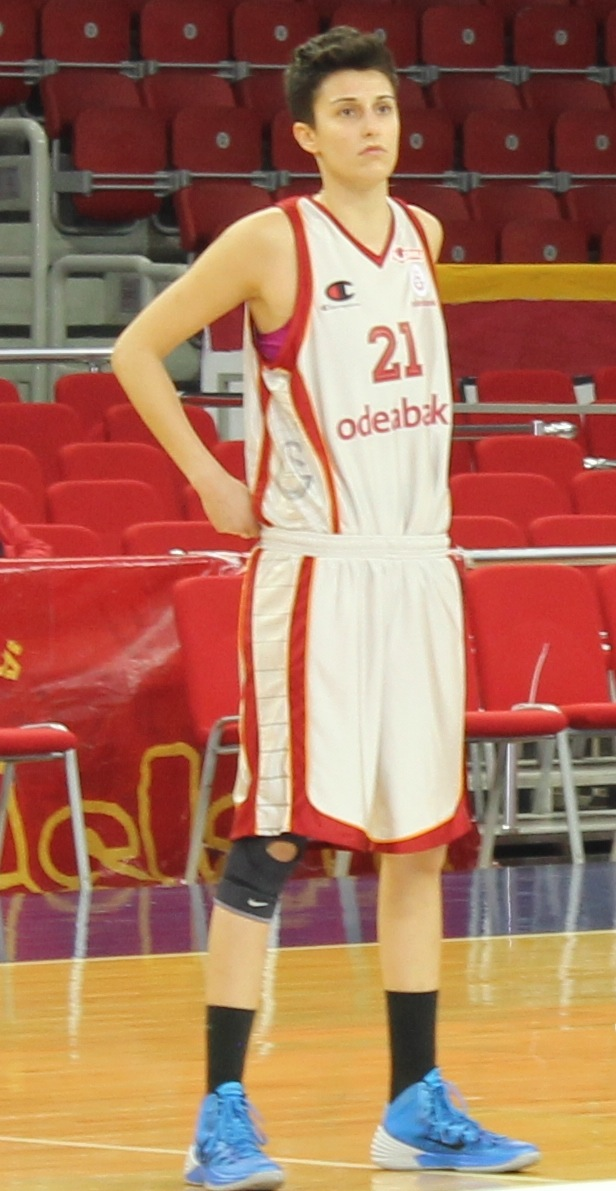
Alba Torrens.

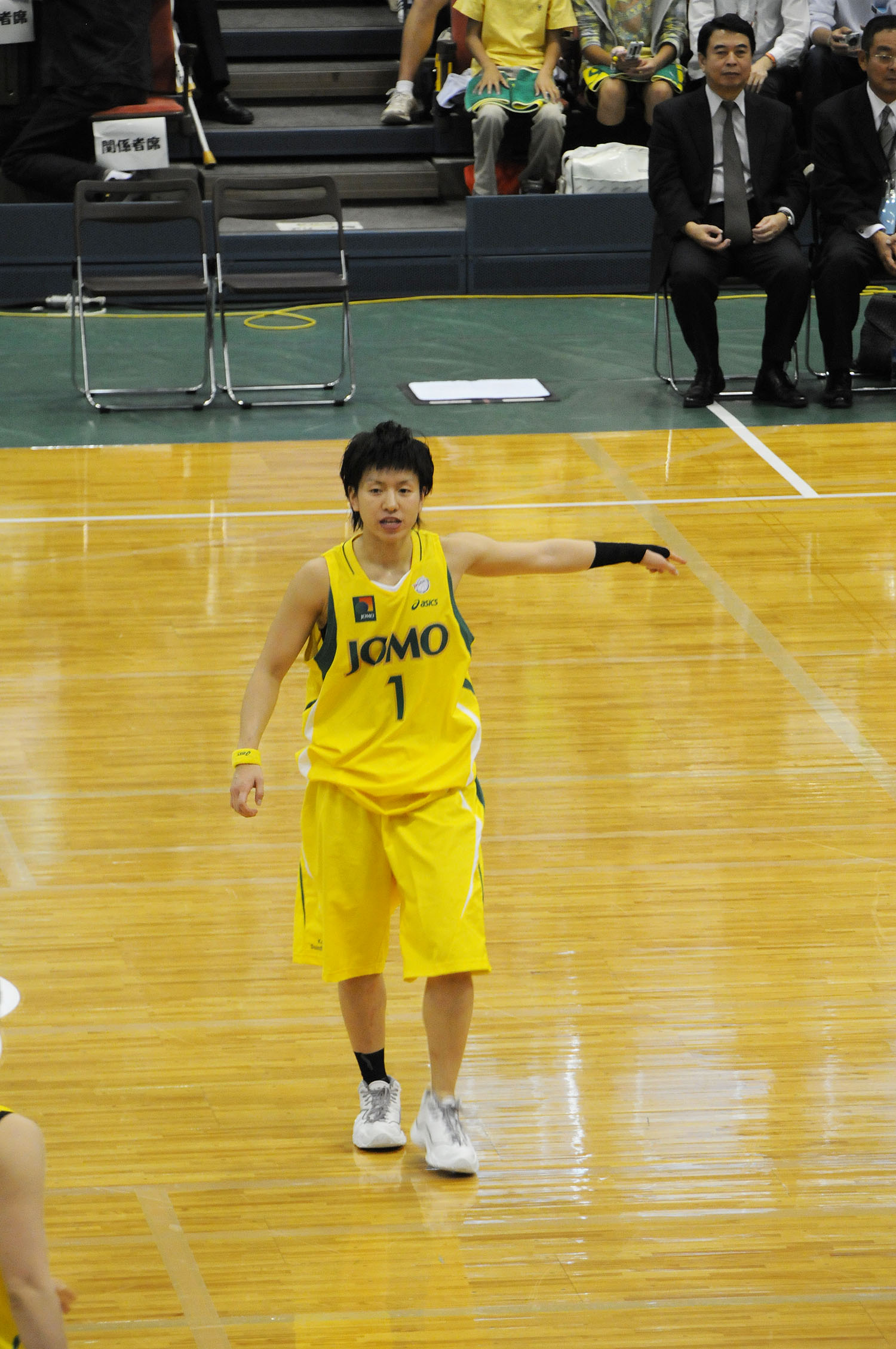
Yuko Oga.

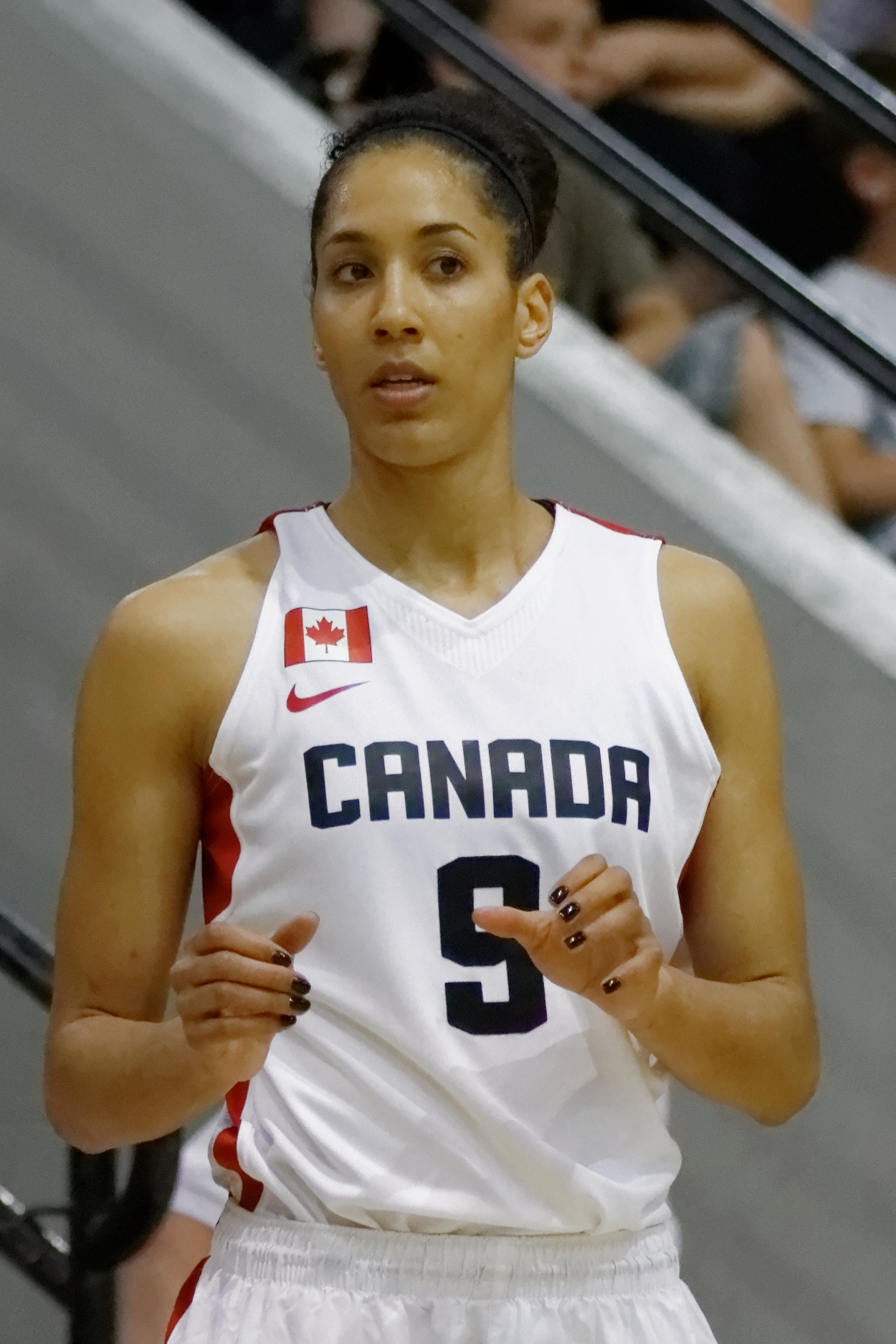
Miranda Ayim.

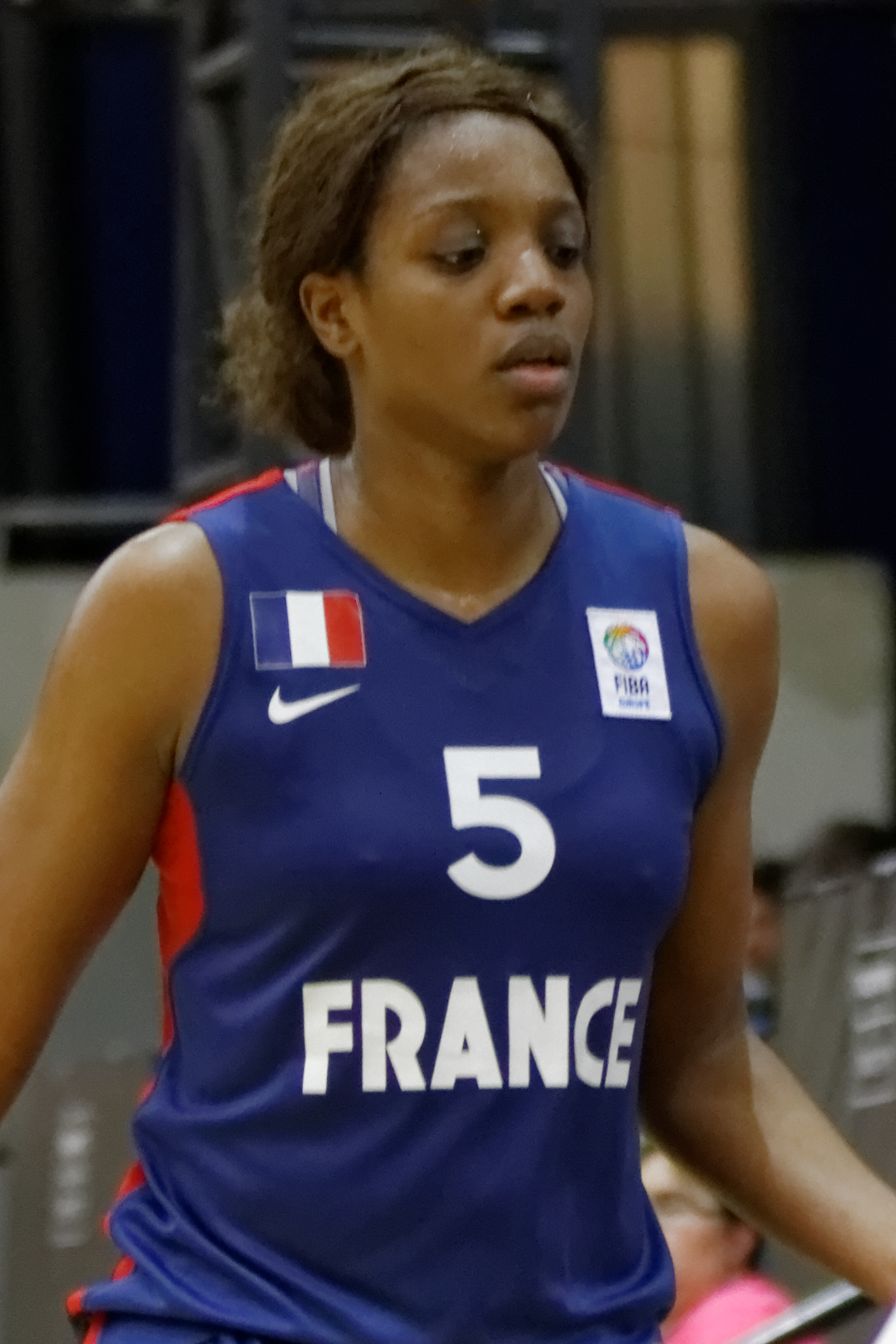
Endy Miyem.

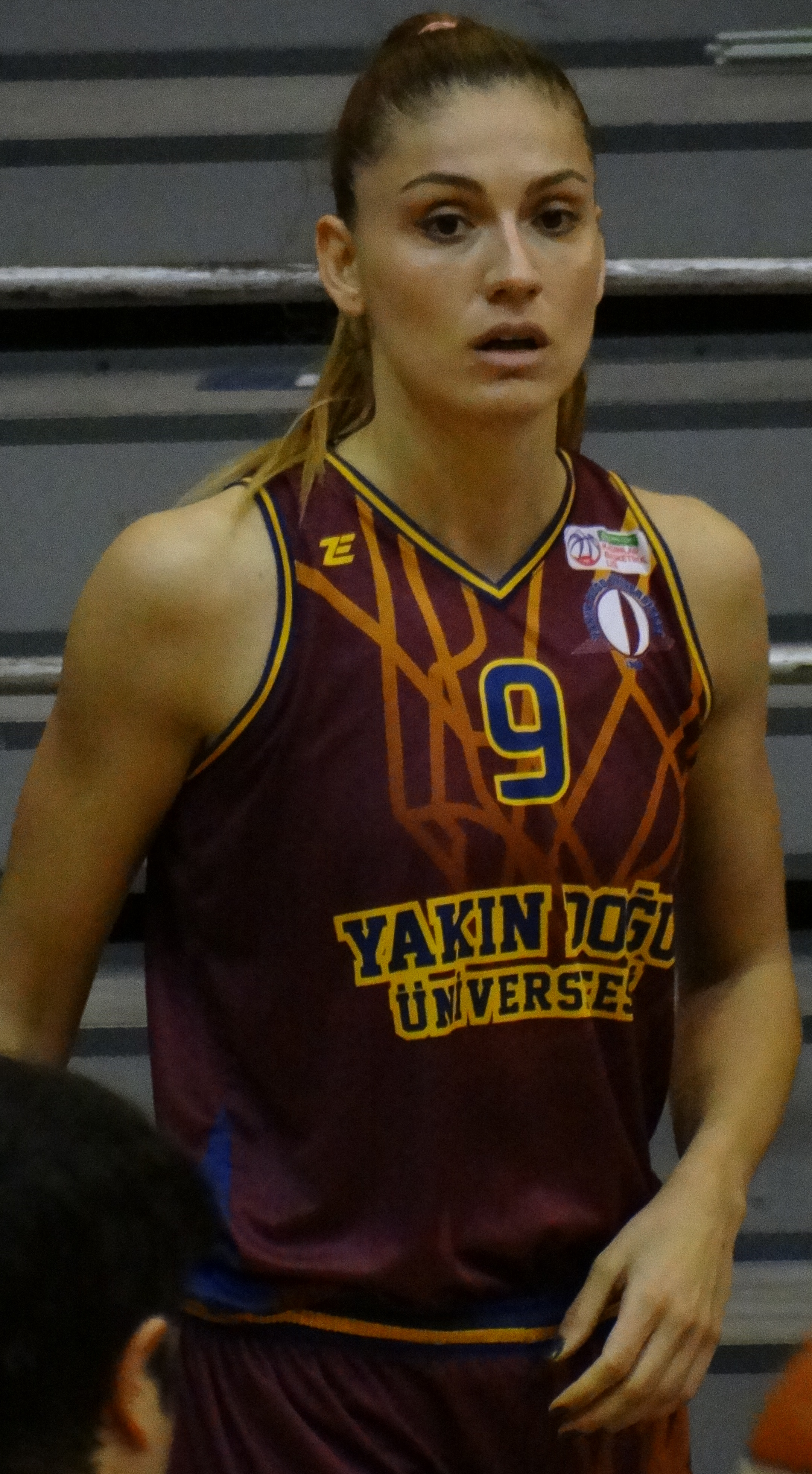
Bahar Çağlar.

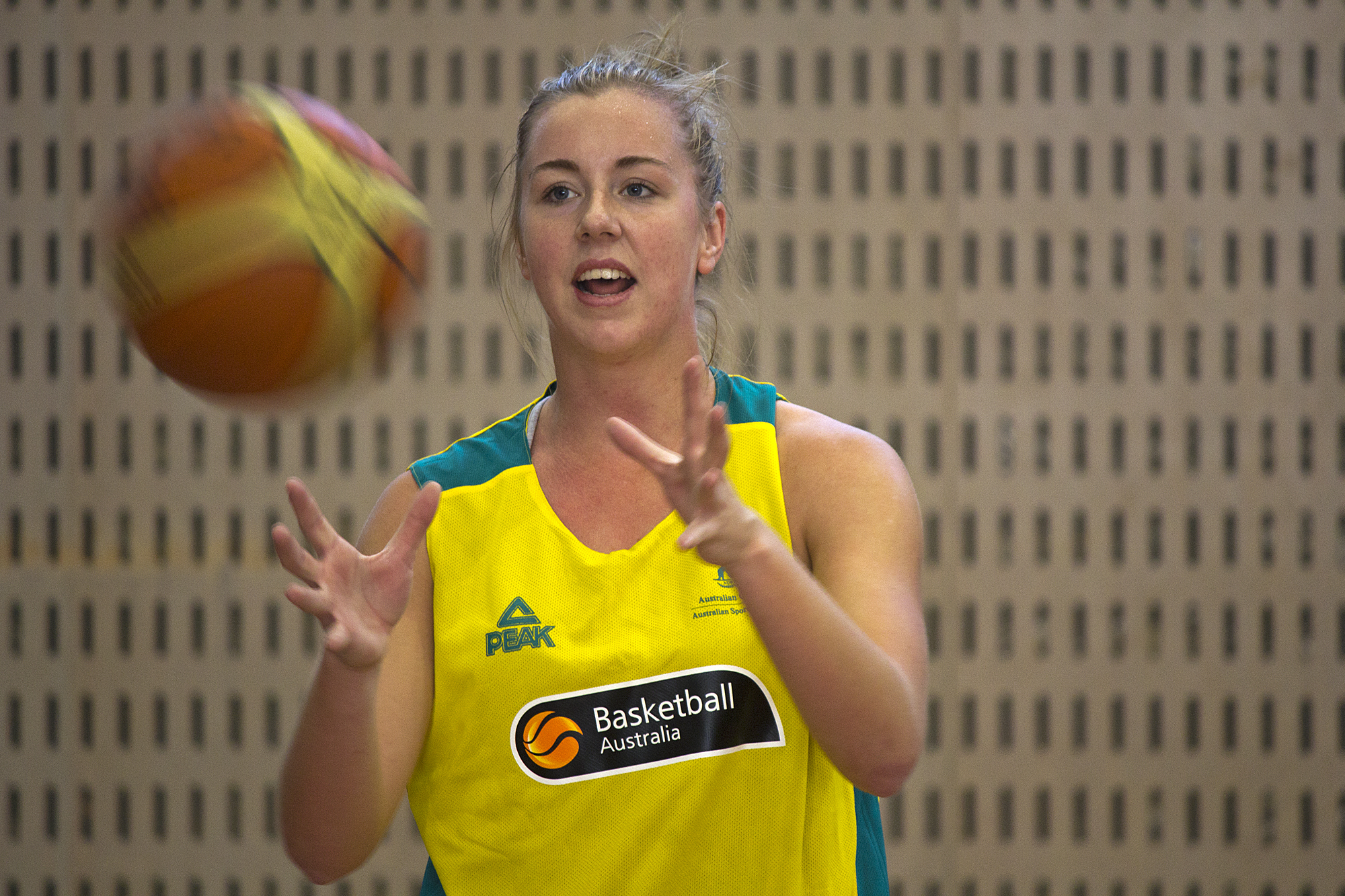
Rachel Jarry.

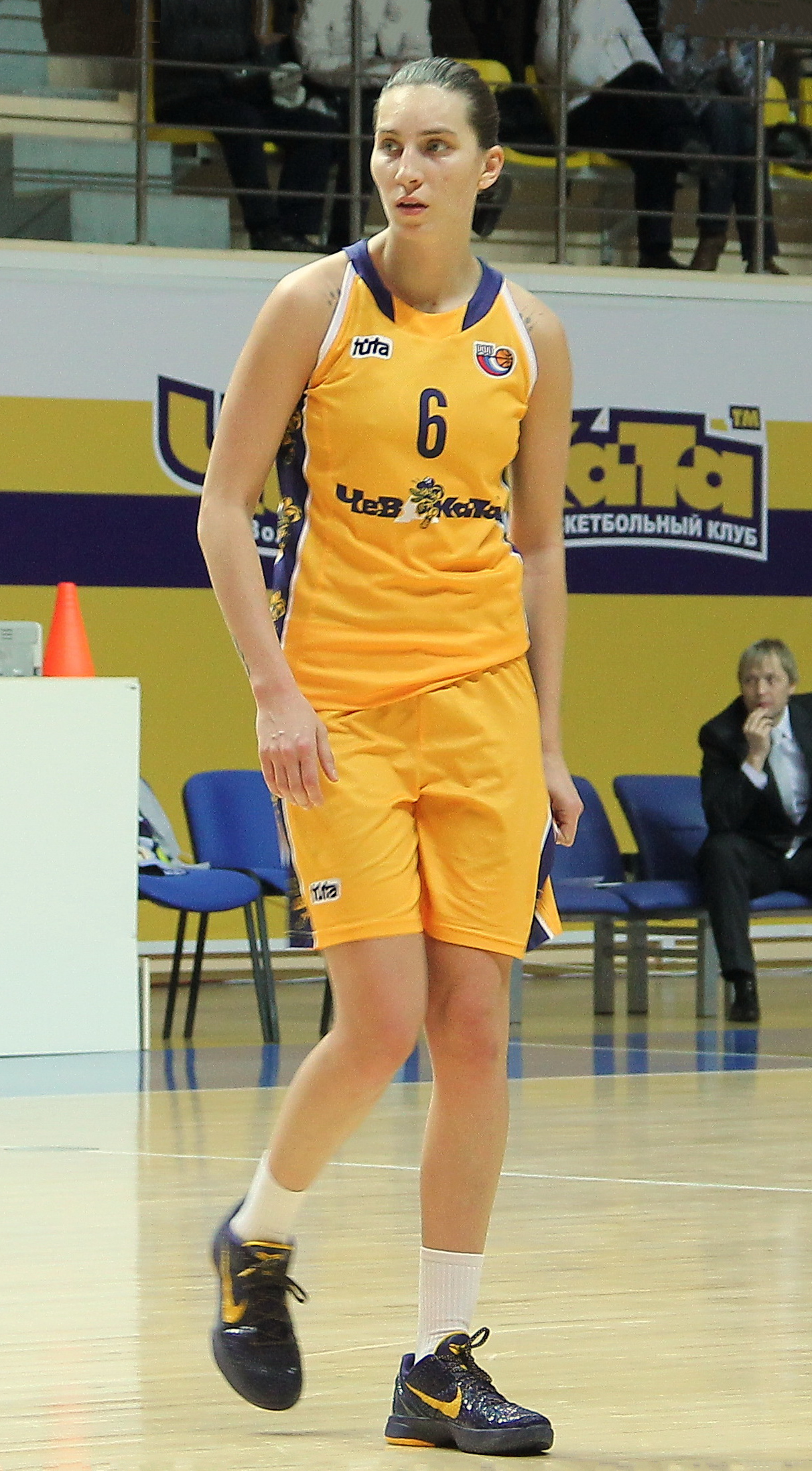
Katsiaryna Snytsina.

## Groupe A

### Brésil
| Numéro | Joueuse                  | Poste | Naissance         | Taille | Club(s) 2013-2014       |
| ------ | ------------------------ | ----- | ----------------- | ------ | ----------------------- |
| 4      | Adriana Moisés Pinto     | 1     | 12 juin 1978      | 1,70 m | América Basquete        |
| 5      | Débora Costa             | 1     | 12 août 1991      | 1,64 m | São José Déportivo      |
| 6      | Joice Coelho             | 3     | 1er avril 1993    | 1,80 m | São José Déportivo      |
| 7      | Patricia Teixeira        | 2     | 28 septembre 1990 | 1,78 m | São José Déportivo      |
| 8      | Tainá Paixão             | 2     | 29 novembre 1991  | 1,73 m | América Basquete        |
| 9      | Jaqueline de Paula       | 2     | 17 février 1986   | 1,79 m | Pinheiros Santo André   |
| 10     | Tatiane Pacheco          | 3     | 16 octobre 1990   | 1,81 m | América Basquete Recife |
| 11     | Clarissa dos Santos      | 4-5   | 30 juillet 1985   | 1,88 m | ADCF Unimed Americana   |
| 12     | Damiris Dantas do Amaral | 4-5   | 17 novembre 1992  | 1,91 m | Lynx du Minnesota       |
| 13     | Nádia Colhado            | 5     | 25 février 1989   | 1,93 m | Dream d'Atlanta         |
| 14     | Érika de Souza           | 5     | 9 mars 1982       | 1,96 m | Dream d'Atlanta         |
| 15     | Isabela Ramona           | 1     | 31 mai 1992       | 1,79 m | São José Déportivo      |

Sélectionneur  :   Luiz Augusto Zanon
Assistants :   Cristiano Cedra

### République tchèque
| Numéro | Joueuse              | Poste | Naissance         | Taille | Club(s) 2013-2014               |
| ------ | -------------------- | ----- | ----------------- | ------ | ------------------------------- |
| 4      | Jana Veselá          | 3-4   | 31 décembre 1983  | 1,94 m | USK Prague                      |
| 5      | Michaela Stejskalová | 3     | 4 avril 1987      | 1,86 m | Basketbalový Klub Brno          |
| 6      | Romana Hejdová       | 2     | 9 mai 1988        | 1,84 m | Union Féminine Angers Basket 49 |
| 7      | Alena Hanušová       | 5     | 29 mai 1991       | 1,90 m | Basketbalový Klub Brno          |
| 8      | Ilona Burgrová       | 5     | 15 mars 1984      | 1,95 m | USK Prague                      |
| 9      | Kateřina Bartoňová   | 1     | 17 janvier 1990   | 1,73 m | Piešťanské Čajky                |
| 10     | Tereza Vyoralova     | 2     | 16 janvier 1994   | 1,78 m | USK Prague                      |
| 11     | Kateřina Elhotová    | 2     | 14 octobre 1989   | 1,80 m | USK Prague                      |
| 12     | Kateřina Sedlakova   | 1     | 28 avril 1990     | 1,76 m | Valosun KP Brno                 |
| 13     | Petra Kulichová      | 5     | 13 septembre 1984 | 1,97 m | Beşiktaş JK                     |
| 14     | Tereza Pecková       | 4     | 10 juillet 1987   | 1,90 m | Basketbalový Klub Brno          |
| 15     | Eva Vítečková        | 3     | 26 janvier 1982   | 1,90 m | USK Prague                      |

Sélectionneur  :  Lubor Blažek
Assistant : Ivan Beneš

### Espagne
| Numéro | Joueuse          | Poste | Naissance         | Taille | Club 2013-2014      |
| ------ | ---------------- | ----- | ----------------- | ------ | ------------------- |
| 4      | Laura Nicholls   | FC    | 26 février 1989   | 1,89 m | Rivas Ecópolis      |
| 5      | Leticia Romero   | G     | 28 mai 1995       | 1,73 m | Jayhawks du Kansas  |
| 6      | Silvia Domínguez | PG    | 31 janvier 1987   | 1,66 m | UMMC Iekaterinbourg |
| 7      | Alba Torrens     | F     | 30 août 1989      | 1,92 m | Galatasaray SK      |
| 8      | Leonor Rodríguez | G     | 21 octobre 1991   | 1,80 m | Salamanque          |
| 9      | Laia Palau       | PG    | 10 septembre 1979 | 1,78 m | USK Prague          |
| 10     | Marta Xargay     | G     | 20 décembre 1990  | 1,81 m | Salamanque          |
| 11     | Núria Martínez   | PG    | 29 février 1984   | 1,74 m | Kayseri Kaski       |
| 12     | Laura Gil        | C     | 24 avril 1992     | 1,92 m | Rivas Ecópolis      |
| 13     | Lucila Pascua    | C     | 18 novembre 1992  | 1,95 m | PINKK Pecsi 424     |
| 14     | Sancho Lyttle    | C     | 20 septembre 1983 | 1,90 m | Galatasaray SK      |
| 15     | Anna Cruz        | PG    | 27 octobre 1986   | 1,77 m | Nadejda Orenbourg   |

Sélectionneur : Lucas Mondelo
Assisté de : Victor Lapena et Isabel Sanchez

### Japon
| Numéro | Joueuse           | Poste | Naissance        | Taille | Club(s) 2013-2014 |
| ------ | ----------------- | ----- | ---------------- | ------ | ----------------- |
| 4      | Kumiko Oba        | 2     | 17 mai 1988      | 1,69 m | Denso Iris        |
| 5      | Maki Takada       | 4     | 23 août 1989     | 1,83 m | Denso Iris        |
| 6      | Yuka Mamiya       | 5     | 3 avril 1990     | 1,84 m | JX Sunflowers     |
| 7      | Chinatsu Yamamoto | 2     | 12 août 1991     | 1,76 m | Fujitsu Redwave   |
| 8      | Michiko Miyamoto  | 2     | 9 avril 1986     | 1,75 m | Mitsubishi Koalas |
| 9      | Emi Kudeken       | 1     | 3 août 1984      | 1,65 m | Toyota Antelopes  |
| 10     | Ramu Tokashiki    | 4     | 11 juin 1991     | 1,92 m | JX Sunflowers     |
| 11     | Mika Kurihara     | 2     | 14 mai 1989      | 1,76 m | Toyota Antelopes  |
| 12     | Moeko Nagaoka     | 3     | 29 décembre 1993 | 1,82 m | Fujitsu Redwave   |
| 13     | Yuko Oga          | 1     | 17 octobre 1982  | 1,70 m | Shanxi Rui Flame  |
| 14     | Yuki Miyazawa     | 3     | 2 juin 1993      | 1,82 m | JX Sunflowers     |
| 15     | Asako O           | 5     | 16 décembre 1987 | 1,89 m | Mitsubishi Koalas |

Sélectionneur : Tomohide Utsumi
Assistée de : Eiki Umezaki

## Groupe B

### Canada
| Numéro | Joueuse             | Poste | Naissance         | Taille | Club(s) 2013-2014               |
| ------ | ------------------- | ----- | ----------------- | ------ | ------------------------------- |
| 4      | Miah-Marie Langlois | 1     | 21 septembre 1991 | 1,70 m | Northland Basket Lulea          |
| 5      | Kia Nurse           | 1     | 22 février 1996   | 1,77 m | Huskies du Connecticut          |
| 6      | Shona Thorburn      | 1     | 7 août 1982       | 1,78 m | Toulouse Métropole Basket       |
| 7      | Courtnay Pilypaitis | 2     | 11 février 1988   | 1,85 m | VIČI-Aistės Kaunas              |
| 8      | Kim Gaucher         | 2     | 7 mai 1984        | 1,80 m | Arras                           |
| 9      | Miranda Ayim        | 4     | 6 mai 1988        | 1,91 m | Toulouse Métropole Basket       |
| 10     | Nirra Fields        | 2     | 3 décembre 1993   | 1,70 m | Bruins de l'UCLA                |
| 11     | Katherine Plouffe   | 4     | 15 septembre 1992 | 1,90 m | ICIM Arad                       |
| 12     | Lizanne Murphy      | 3     | 15 mars 1984      | 1,85 m | Union Féminine Angers Basket 49 |
| 13     | Tamara Tatham       | 2-3   | 19 août 1985      | 1,85 m | Piešťanské Čajky                |
| 14     | Krysten Boogaard    | 5     | 18 février 1988   | 1,95 m | Seat-Szese Győr                 |
| 15     | Michelle Plouffe    | 3     | 15 septembre 1992 | 1,90 m | Utes de l'Utah                  |

Sélectionneur  :  Lisa Thomaidis
Assistant : Steve Baur, Shawnee Harle, Bev Smith

### France
| Numéro | Joueuse              | Poste | Naissance        | Taille | Club(s) 2013-2014                         |
| ------ | -------------------- | ----- | ---------------- | ------ | ----------------------------------------- |
| 4      | Anaël Lardy          | 1     | 24 octobre 1987  | 1,70 m | Arras                                     |
| 5      | Nwal-Endéné Miyem    | 3-4   | 15 mai 1988      | 1,88 m | Tango Bourges Basket                      |
| 6      | Diandra Tchatchouang | 3-4   | 14 juin 1991     | 1,87 m | Tango Bourges Basket                      |
| 7      | Sandrine Gruda       | 4-5   | 25 juin 1987     | 1,95 m | UMMC Iekaterinbourg Sparks de Los Angeles |
| 8      | Ingrid Tanqueray     | 1     | 25 août 1988     | 1,64 m | Lattes Montpellier                        |
| 9      | Céline Dumerc        | 1     | 9 juillet 1982   | 1,69 m | Tango Bourges Basket Dream d'Atlanta      |
| 10     | Ana Cata-Chitiga     | 4-5   | 20 juin 1989     | 1,94 m | Charleville                               |
| 11     | Émilie Gomis         | 2-3   | 18 octobre 1983  | 1,80 m | Saint-Amand                               |
| 12     | Marielle Amant       | 4-5   | 9 décembre 1989  | 1,90 m | Nantes-Rezé Basket 44                     |
| 13     | Gaëlle Skrela        | 2-3   | 24 janvier 1983  | 1,77 m | Lattes Montpellier                        |
| 14     | Paoline Salagnac     | 2     | 13 mars 1984     | 1,76 m | Tango Bourges Basket                      |
| 15     | Héléna Ciak          | 5     | 15 décembre 1989 | 1,97 m | Lattes Montpellier                        |

Sélectionneur : Valérie Garnier
Assistée de : Grégory Halin, Olivier Lafargue

### Turquie
| Numéro | Joueuse                | Poste | Naissance         | Taille | Club(s) 2013-2014        |
| ------ | ---------------------- | ----- | ----------------- | ------ | ------------------------ |
| 4      | Tuğba Palazoğlu        | 2     | 4 décembre 1980   | 1,72 m | Fenerbahçe SK            |
| 5      | Tuğçe Canıtez          | 1     | 10 novembre 1990  | 1,75 m | Fenerbahçe SK            |
| 6      | Cansu Köksal           | 4     | 28 avril 1994     | 1,87 m | Fenerbahçe SK            |
| 7      | Birsel Vardarlı        | 3     | 12 juillet 1984   | 1,75 m | Fenerbahçe SK            |
| 8      | Yasemin Begüm Dalgalar | 3     | 8 juin 1988       | 1,80 m | Beşiktaş JK              |
| 9      | Esmeral Tunçluer       | 2-3   | 7 juin 1980       | 1,75 m | Fenerbahçe SK            |
| 10     | Işıl Alben             | 2     | 22 février 1986   | 1,72 m | Dynamo Koursk            |
| 11     | Nevriye Yılmaz         | 5     | 16 juin 1980      | 1,94 m | Galatasaray SK           |
| 12     | Latoya Sanders         | 5     | 11 septembre 1986 | 1,91 m | Kayseri Kaski            |
| 13     | Tilbe Şenyürek         | 5     | 26 avril 1991     | 1,87 m | Botaş Spor Kulübü        |
| 14     | Şaziye İvegin          | 3     | 8 février 1982    | 1,82 m | İstanbul Üniversitesi BK |
| 15     | Bahar Çağlar           | 4     | 28 septembre 1988 | 1,88 m | Galatasaray SK           |

Sélectionneur  :  Ceyhun Yıldızoğlu
Assistants : Ömer Buharalı, Erman Okerman, Erkan Metin

### Mozambique
| Numéro | Joueuse                 | Poste | Naissance        | Taille | Club(s) 2013-2014           |
| ------ | ----------------------- | ----- | ---------------- | ------ | --------------------------- |
| 4      | Valerdina Manhonga      | 2     | 26 décembre 1980 | 1,68 m | L. D. de Maputo Moçambique  |
| 5      | Deolinda Ngulela        | 2     | 18 avril 1981    | 1,70 m | L. D. de Maputo Moçambique  |
| 6      | Ana Flavia de Azinheira | 4     | 8 février 1977   | 1,84 m | Clube Politécnica           |
| 7      | Anabela Cossa           | 1     | 7 avril 1986     | 1,72 m | L. D. de Maputo Moçambique  |
| 8      | Ilda Chambe             | 5     | 19 avril 1987    | 1,83 m | Clube Politécnica           |
| 9      | Catia Halar             | 3     | 28 novembre 1982 | 1,73 m | L. D. de Maputo Moçambique  |
| 10     | Filomena Micato         | 2     | 26 janvier 1986  | 1,68 m | L. D. de Maputo Moçambique  |
| 11     | Leia Dongue             | 5     | 24 mai 1991      | 1,84 m | Primeiro de Agosto          |
| 12     | Rute Muianga            | 3     | 6 avril 1983     | 1,77 m | Clube Ferroviário de Maputo |
| 13     | Regina Mahoche          | 4     | 6 juin 1990      | 1,82 m | Clube Ferroviário de Maputo |
| 14     | Odelia Mafanela         | 4     | 14 avril 1989    | 1,82 m | L. D. de Maputo Moçambique  |
| 15     | Deolinda Gimo           | 5     | 15 août 1987     | 1,88 m | Clube Ferroviário de Maputo |

Entraîneur :  Nasir Sale
Assistants : Dilar Dessai, Bernardo Matsimbe

## Groupe C

### Australie
| Numéro | Joueuse            | Poste | Naissance        | Taille | Club(s) 2013-2014         |
| ------ | ------------------ | ----- | ---------------- | ------ | ------------------------- |
| 4      | Tessa Lavey        | 1     | 29 mars 1993     | 1,71 m | Bendigo Spirit            |
| 5      | Leilani Mitchell   | 1     | 15 juin 1985     | 1,65 m | Sydney Uni Flames         |
| 6      | Rebecca Allen      | 2     | 11 juin 1992     | 1,86 m | Bulleen Melbourne Boomers |
| 7      | Penny Taylor       | 2     | 24 mai 1981      | 1,85 m | Mercury de Phoenix        |
| 8      | Gabrielle Richards | 4     | 19 novembre 1984 | 1,88 m | Bendigo Spirit            |
| 9      | Natalie Burton     | 4     | 23 mars 1989     | 1,94 m | Bulleen Melbourne Boomers |
| 10     | Rachel Jarry       | 3     | 6 décembre 1991  | 1,85 m | Bulleen Melbourne Boomers |
| 11     | Laura Summerton    | 4-5   | 13 décembre 1983 | 1,91 m | Adelaide Lightning        |
| 12     | Belinda Snell      | 23    | 1er août 1983    | 1,82 m | Bendigo Spirit            |
| 13     | Erin Phillips      | 1-2   | 19 mai 1985      | 1,73 m | Mercury de Phoenix        |
| 14     | Marianna Tolo      | 5     | 2 juillet 1989   | 1,96 m | Tango Bourges Basket      |
| 15     | Cayla Francis      | 4     | 1er mai 1989     | 1,94 m | Nantes-Rezé Basket 44     |

Entraîneur :  Brendan Joyce
Assistants : Lori Chizik, Damian Cotter

### Biélorussie
| Numéro | Joueuse                | Poste | Naissance        | Taille | Club(s) 2013-2014    |
| ------ | ---------------------- | ----- | ---------------- | ------ | -------------------- |
| 4      | Nadzeya Drozd          | 1     | 8 mars 1983      | 1,68 m | Olimpia Grodno       |
| 5      | Aliaksandra Taraseva   | 1     | 23 juin 1988     | 1,70 m | TSV 1880 Wasserburg  |
| 6      | Katsiaryna Snytsina    | 3     | 2 septembre 1985 | 1,88 m | Lattes Montpellier   |
| 7      | Volha Ziuzkova         | 1     | 14 juin 1983     | 1,71 m | Tsmoki-Minsk         |
| 8      | Tat'yana Likhtarovitch | 2     | 29 mars 1988     | 1,80 m | Tarbes Gespe Bigorre |
| 9      | Natallia Anufryienka   | 2     | 11 juin 1985     | 1,75 m | Horizont Minsk       |
| 10     | Maryia Papova          | 4     | 13 juillet 1994  | 1,89 m | Tsmoki-Minsk         |
| 11     | Alena Lewtchanka       | 5     | 30 avril 1983    | 1,95 m | Jiangsu Phoenix      |
| 12     | Ksenija Voishal        | 2     | 18 octobre 1994  | 1,80 m | Olimpia Grodno       |
| 13     | Tatyana Troïna         | 3     | 30 juin 1981     | 1,88 m | Horizont Minsk       |
| 14     | Nataliya Trafimava     | 4     | 16 juin 1979     | 1,84 m | Horizont Minsk       |
| 15     | Olga Vashkevich        | 4     | 27 octobre 1988  | 1,89 m | Tsmoki-Minsk         |

Sélectionneur  : Rimantas Grigas
Assistant : Siarhei Svetnik

### Corée du Sud
| Numéro | Joueuse       | Poste | Naissance         | Taille | Club(s) 2013-2014        |
| ------ | ------------- | ----- | ----------------- | ------ | ------------------------ |
| 4      | Kim Si-on     | 3     | 29 mai 1995       | 1,77 m | KDB Life Insurance       |
| 5      | Kim Youn-joo  | 3     | 18 avril 1986     | 1,78 m | Shinhan Bank             |
| 6      | Hong A-ran    | 1     | 2 avril 1992      | 1,74 m | KB Stars                 |
| 7      | Hong Bo-ram   | 3     | 1er octobre 1988  | 1,78 m | KEB–Hana Bank            |
| 8      | Shin Ji-hyun  | 1     | 12 septembre 1995 | 1,74 m | KEB–Hana Bank            |
| 9      | Kim So-dam    | 5     | 4 janvier 1993    | 1,85 m | KDB Life Insurance       |
| 10     | Bae Hye-yoon  | 4     | 16 juin 1989      | 1,82 m | Samsung Life             |
| 11     | Choi Hee-jin  | 3     | 10 novembre 1989  | 1,80 m | Samsung Life             |
| 12     | Kang Lee-seul | 3     | 5 avril 1994      | 1,80 m | KEB–Hana Bank            |
| 13     | Lee Seung-ah  | 2     | 25 mai 1992       | 1,75 m | Woori Bank               |
| 14     | Kim Soo-yeon  | 5     | 17 avril 1986     | 1,83 m | KB Stars                 |
| 15     | Park Ji-su    | 5     | 6 décembre 1998   | 1,95 m | Bundang Mgt. High School |

Sélectionneur  :  Kim Young-joo
Assistant : Lee Jee-seung
Il est à noter qu'en raison de la concomitance du Mondial avec les Jeux asiatiques, organisé en Corée, l'équipe coréenne du Mondial est en fait l'équipe réserve.

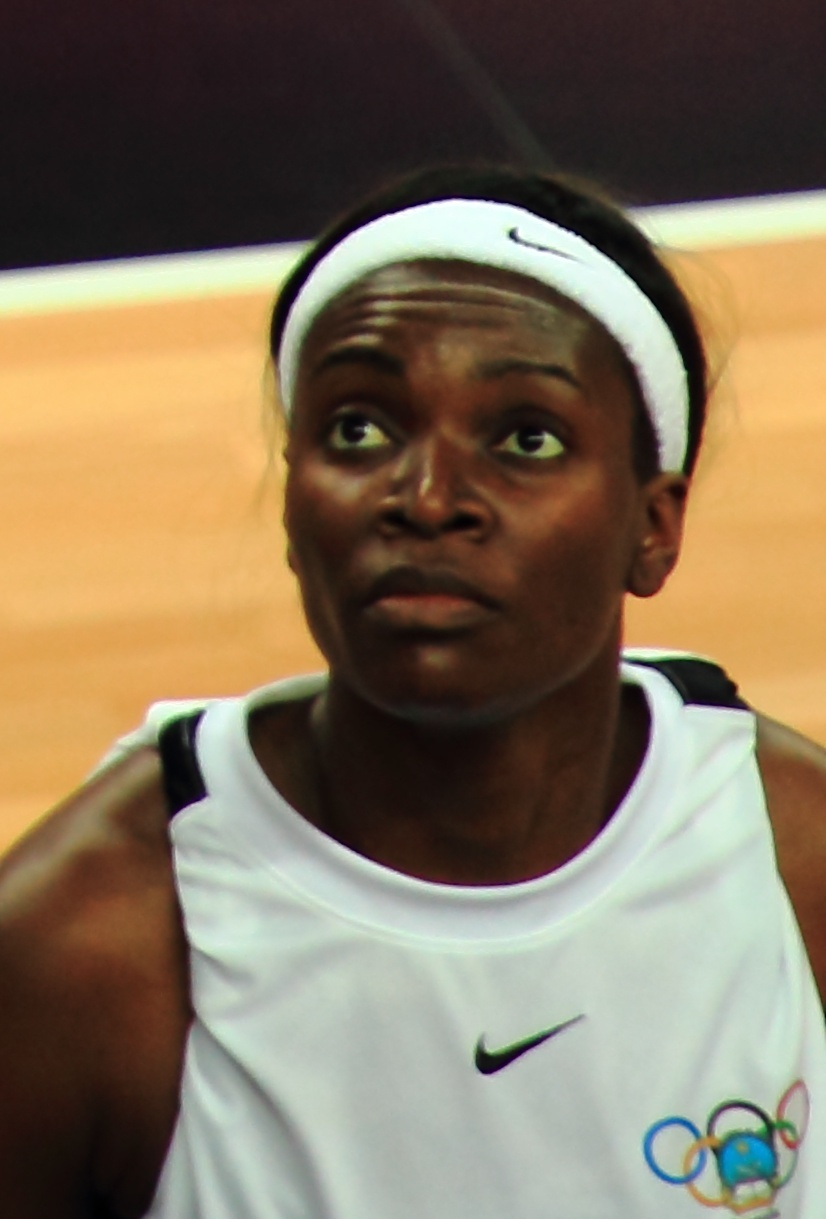
Luisa Tomas.

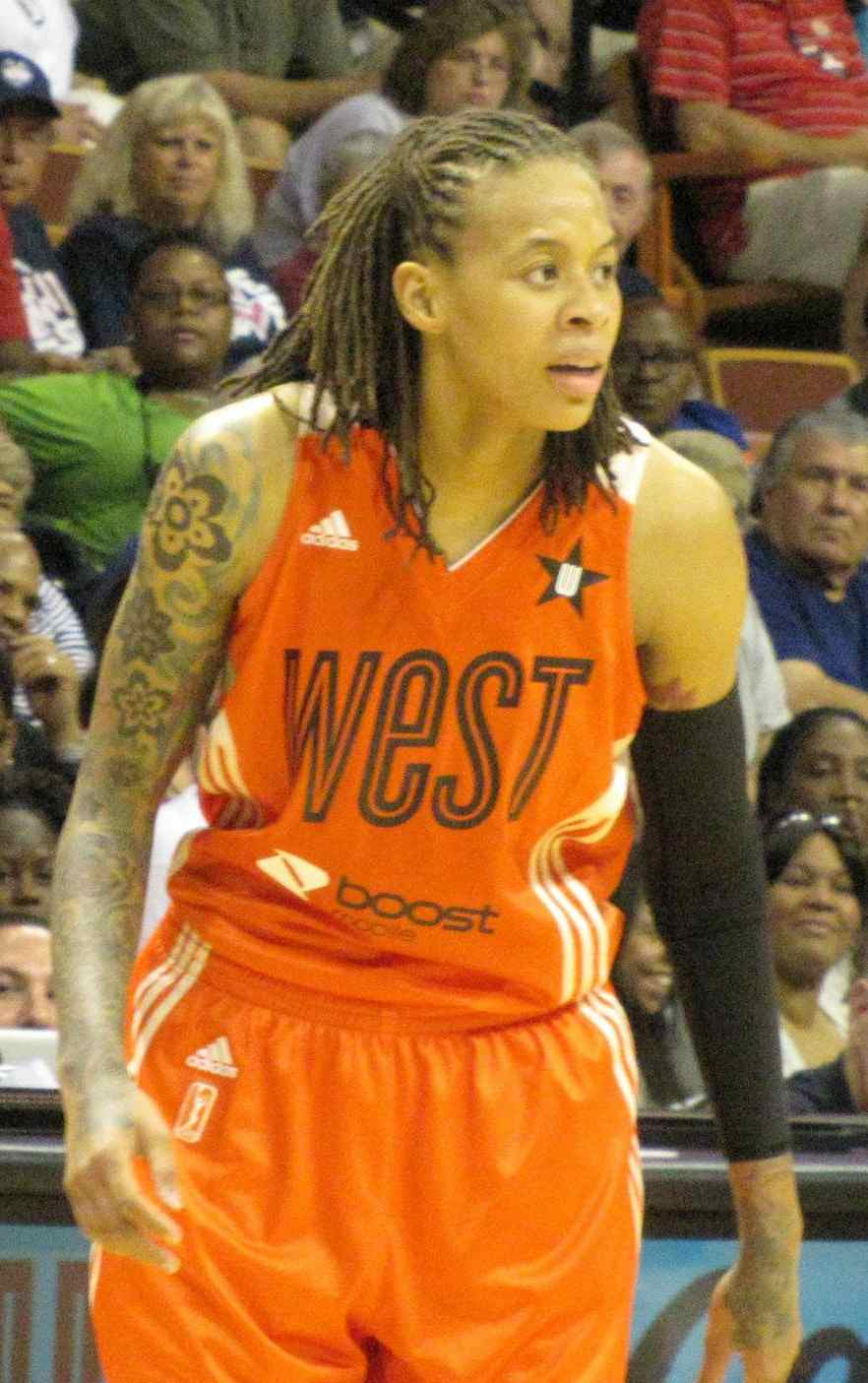
Seimone Augustus.

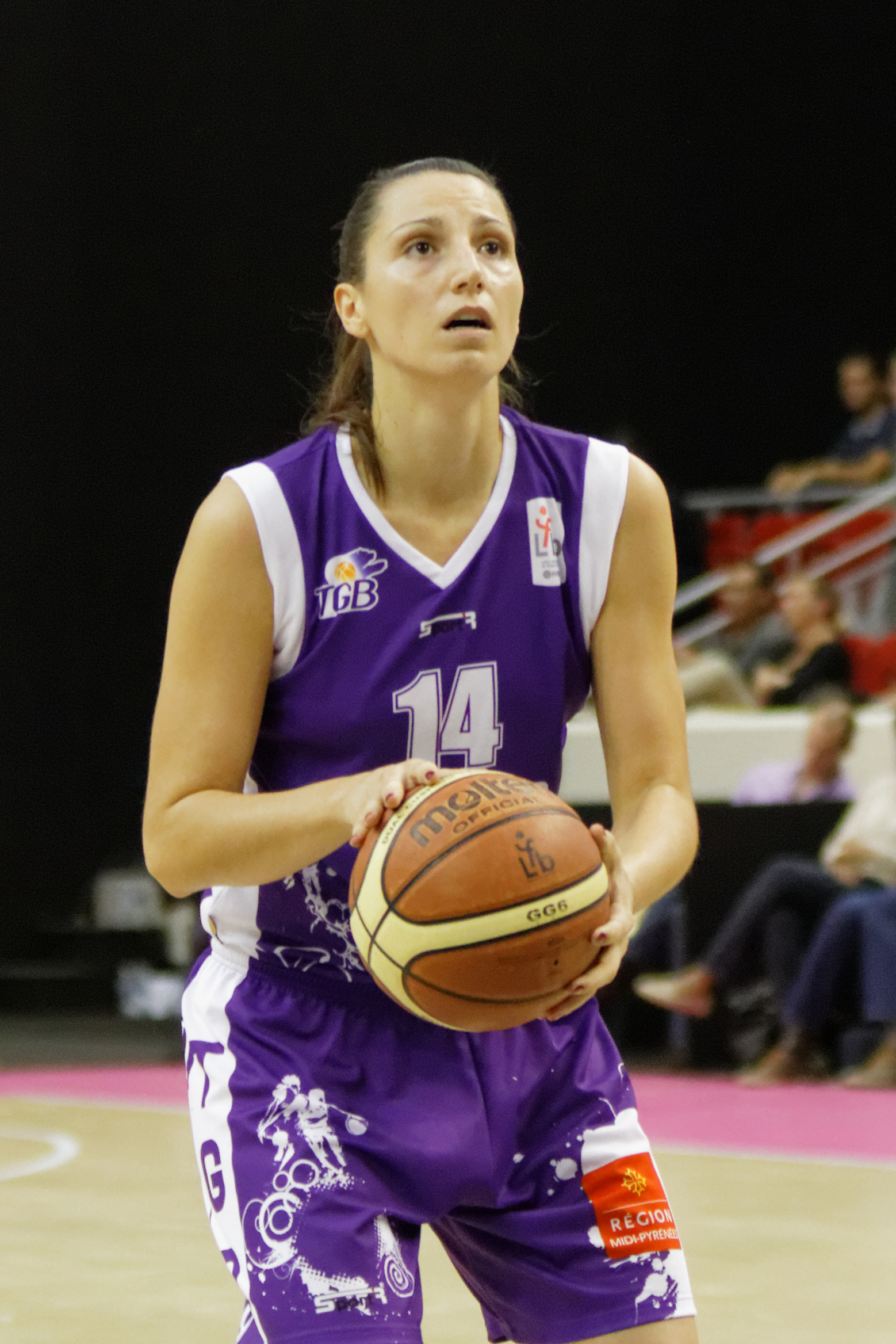
Jovana Rad.

### Cuba
| Numéro | Joueuse           | Poste | Naissance          | Taille | Club(s) 2013-2014 |
| ------ | ----------------- | ----- | ------------------ | ------ | ----------------- |
| 4      | Fransy Ochoa      | 3     | 13 septembre 1990  | 1,80 m | Villa Clara       |
| 5      | Ineidis Casanova  | 1     | 13 octobre 1988    | 1,70 m | Santiago de Cuba  |
| 6      | Anisleidy Galindo | 2     | 21 septembre 1989  | 1,80 m | Pinar del Río     |
| 7      | Oyanaisis Gelis   | 1     | 21 octobre 1983    | 1,75 m | Santiago de Cuba  |
| 8      | Arlenys Romero    | 1     | 7 février 1984     | 1,76 m | Pinar del Río     |
| 9      | Yamara Amargo     | 1     | 28 juin 1985       | 1,78 m | Sancti Spíritus   |
| 10     | Arlety Povea      | 4     | 7 octobre 1984     | 1,82 m | Pinar del Río     |
| 11     | Marlen Cepeda     | 5     | 27 octobre 1985    | 1,85 m | Sancti Spíritus   |
| 12     | Clenia Noblet     | 5     | 6 mai 1987         | 1,81 m | Guantánamo        |
| 13     | Tamiy Fernández   | 3     | 29 juillet 1982    | 1,82 m | Pinar del Río     |
| 14     | Leidys Oquendo    | 2     | 23 juillet 1982    | 1,78 m | Camagüey          |
| 15     | Suchitel Ávila    | 3     | 1er septembre 1982 | 1,80 m | Capitalinas       |

Sélectionneur  :  Alberto Zabala
Assistant : Eduardo Moya

## Groupe D

### Angola
| Numéro | Joueuse            | Poste | Naissance         | Taille | Club(s) 2013-2014                   |
| ------ | ------------------ | ----- | ----------------- | ------ | ----------------------------------- |
| 4      | Fineza Eusébio     | 2     | 18 juillet 1990   | 1,78 m | Clube Desportivo Primeiro de Agosto |
| 5      | Ana Gonçalves      | 3-4   | 14 février 1993   | 1,82 m | Interclube Benguela                 |
| 6      | Rosa Gala          | 1     | 23 avril 1995     | 1,73 m | Interclube Benguela                 |
| 7      | Helena Viegas      | 3     | 27 avril 1995     | 1,73 m | Universidade Lusiadas               |
| 8      | Ana Gonçalves      | 3-4   | 14 février 1993   | 1,82 m | Clube Desportivo Primeiro de Agosto |
| 9      | Artémis Afonso     | 1     | 6 janvier 1993    | 1,79 m | Olivais Coimbra                     |
| 10     | Sonia Guadalupe    | 4     | 15 septembre 1985 | 1,88 m | Clube Desportivo Primeiro de Agosto |
| 11     | Luisa Tomas        | 5     | 24 mars 1983      | 1,92 m | Clube Desportivo Primeiro de Agosto |
| 12     | Angelina Golome    | 4     | 23 mars 1988      | 1,90 m | Interclube de Luanda                |
| 13     | Nacissela Maurício | 3     | 2 juin 1980       | 1,91 m | Clube Desportivo Primeiro de Agosto |
| 14     | Nadir Manuel       | 1     | 30 novembre 1986  | 1,85 m | Interclube de Luanda                |
| 15     | Ngiendula Filipe   | 3     | 20 mai 1982       | 1,78 m | Interclube de Luanda                |

Sélectionneur  :  Aníbal Moreira
Assistant : Elisa Pires

### Chine
| Numéro | Joueuse        | Poste | Naissance        | Taille | Club(s) 2013-2014                        |
| ------ | -------------- | ----- | ---------------- | ------ | ---------------------------------------- |
| 4      | Yang Lia Wei   | 1-2   | 3 mars 1987      | 1,76 m | Guangdong Dolphins                       |
| 5      | Chen Xiaojia   | 1-2   | 11 décembre 1982 | 1,78 m | Jiangsu Phoenix                          |
| 6      | Li Meng        | 1-2   | 29 mai 1985      | 1,83 m | Shenyang Golden Lions                    |
| 7      | Shao Ting      | 3     | 21 juin 1990     | 1,85 m | Beijing Great Wall Shenyang Golden Lions |
| 8      | Huang Jing     | 3     | 3 juin 1981      | 1,75 m | Shanghai Octopus                         |
| 9      | Ji Yanyan      | 3     | 29 mai 1985      | 1,82 m | Heilongjiang Chenneng                    |
| 10     | Lu Weng        | 3     | 22 août 1984     | 1,90 m | Bayi Kylin Beijing Ducks                 |
| 11     | Cheng Feng     | 3     | 7 mai 1983       | 1,86 m | Liaoning Hengye                          |
| 12     | Gao Song       | 4     | 16 avril 1992    | 1,90 m | Zhejiang Far East                        |
| 13     | Sun Mengran    | 5     | 20 février 1982  | 1,97 m | Bayi Kylin Liaoning Hengye               |
| 14     | Huang Hong Pin | 5     | 6 octobre 1989   | 1,96 m | Guangdong Dolphins                       |
| 15     | Zhang Li Ting  | 5     | 8 janvier 1983   | 1,99 m | Bayi Kylin                               |

Sélectionneur  :  Tom Maher
Assistant : Michele Timms, Xu Limin

### États-Unis
| Numéro | Joueuse          | Poste           | Naissance         | Taille | Club(s) 2013-2014                        |
| ------ | ---------------- | --------------- | ----------------- | ------ | ---------------------------------------- |
| 4      | Lindsay Whalen   | Meneuse-arrière | 9 mai 1982        | 1,82   | Lynx du Minnesota ŽBK Dynamo Moscou      |
| 5      | Seimone Augustus | Ailière         | 30 avril 1984     | 1,85   | Lynx du Minnesota Dynamo Koursk          |
| 6      | Sue Bird         | Arrière         | 16 octobre 1980   | 1,75   | Storm de Seattle UMMC Iekaterinbourg     |
| 7      | Maya Moore       | Ailière         | 11 juin 1989      | 1,83   | Lynx du Minnesota Shanxi Rui Flame       |
| 8      | Angel McCoughtry | Arrière-Ailière | 10 septembre 1986 | 1,85   | Dream d'Atlanta Fenerbahçe SK            |
| 9      | Odyssey Sims     | Arrière         | 13 juillet 1992   | 1,75   | Shock de Tulsa                           |
| 10     | Breanna Stewart  | Ailière         | 27 août 1994      | 1,94   | Huskies du Connecticut                   |
| 11     | Candice Dupree   | Ailière         | 16 août 1984      | 1,88   | Mercury de Phoenix Dynamo Koursk         |
| 12     | Diana Taurasi    | Arrière/Ailière | 11 juin 1982      | 1,83   | Mercury de Phoenix UMMC Iekaterinbourg   |
| 13     | Nneka Ogwumike   | Ailière         | 2 juillet 1990    | 1,88   | Sparks de Los Angeles Guangdong Dolphins |
| 14     | Tina Charles     | Pivot           | 5 décembre 1988   | 1,93   | Liberty de New York ŽBK Dynamo Moscou    |
| 15     | Brittney Griner  | Pivot           | 18 octobre 1990   | 2,03   | Mercury de Phoenix                       |

Entraîneur : Geno Auriemma
Assistants : Doug Bruno, Cheryl Reeve et Dawn Staley

### Serbie
| Numéro | Joueuse            | Poste | Naissance        | Taille | Club(s) 2013-2014   |
| ------ | ------------------ | ----- | ---------------- | ------ | ------------------- |
| 4      | Tamara Radočaj     | 1     | 23 décembre 1987 | 1,70 m | Seat-Szese Győr     |
| 5      | Sanja Mandić       | 1     | 14 mars 1995     | 1,80 m | ŽKK Radivoj Korać   |
| 6      | Saša Čađo          | 3     | 13 juillet 1989  | 1,78 m | Canik Belediye      |
| 7      | Sara Krnjić        | 5     | 15 juillet 1991  | 1,93 m | UNIQA Sopron        |
| 8      | Nevena Jovanović   | 2     | 30 juin 1990     | 1,79 m | PEAC-Pécs           |
| 9      | Jelena Milovanović | 4     | 28 avril 1989    | 1,90 m | Dynamo Koursk       |
| 10     | Dajana Butulija    | 2     | 23 février 1986  | 1,75 m | Uppsala Basket      |
| 11     | Tijana Ajduković   | 5     | 3 juin 1991      | 1,97 m | Energa Toruń        |
| 12     | Marina Marković    | 3     | 19 novembre 1991 | 1,81 m | Lyon Basket Féminin |
| 13     | Milica Dabović     | 2     | 16 février 1982  | 1,70 m | Lyon Basket Féminin |
| 14     | Ana Dabović        | 2     | 18 août 1989     | 1,83 m | Ormanspor           |
| 15     | Jovana Rad         | 3     | 8 mai 1987       | 1,87 m | Charleville         |

Sélectionneur : Marina Maljković
Assistée de : Bojan Janković, Miloš Pađen, Dragan Ratković

## Données globales
L'équipe ayant la plus forte moyenne de taille est la Chine (1,87 m) devant la République tchèque (1,86 m) et les États-Unis (1,85 m). Au niveau individuel, c'est l'américaine Brittney Griner (2,03 m) qui domine devant la chinoise Liting Zhang et la tchèque Petra Kulichová (toutes deux 1,98 m). Les équipes les plus expérimentées sont le Mozambique (29,41 ans) devant Cuba (28,91 ans) et le Belarus (28,33 ans). La plus jeune est la Corée du sud (23,02 ans, mais dont les meilleurs éléments sont restés aux jeux asiatiques), puis la Chine (23,23 ans) et la Serbie (25,35 ans). Les jeunes les plus expérimentées le jour du coup d'envoi sont la Mozambicaine Ana Flavia de Azinheira (37 ans, 7 mois et 19 jours), la Brésilienne Adriana Moisés Pinto (35 ans, 9 mois et 21 jours) et la Biélorusse Natalia Trafimava (35 ans, 3 mois et 11 jours), alors que les benjamines sont la Coréenne Ji-Soo Park (15 ans, 9 mois et 21 jours), la Canadienne Kia Nurse (18 ans, 7 mois et 5 jours) et l'Espagnole Leticia Romero (19 ans, 7 mois et 5 jours). Les clubs les plus représentés sont Primeiro de Agosto (Angola, avec 6 Angolaises et une Mozambicaine), l'USK Prague et la formation du Mozambique Desportiva Maputo avec six joueuses chacune. Les franchises WNBA les mieux représentées sont le Dream d'Atlanta et le Mercury de Phoenix avec cinq joueuses chacune. Au niveau des pays, c'est la France qui mène le bal avec 20 des 192 compétitrices jouant dans l'Hexagone, devant la Turquie (18) et la Chine (16).